# Trudobelikovski
Trudobelikovski - Трудобеликовский (rus) - és un khútor del krai de Krasnodar, a Rússia. Es troba al delta del riu Kuban, davant de Slàviansk-na-Kubani. És a 11 km al sud de Poltàvskaia i a 74 km al nord-oest de Krasnodar.
Pertanyen a aquesta stanitsa els khútors de Zelenski, Krikuna, Krijanovski, Kórjevski, Kulika, Surovo, Teleguín, Tikhovski, Turkovski i Txigrina.

## Història
La ciutat va néixer a partir d'una factoria o colònia comercial genovesa establerta el segle xii, anomenada Copa, Copària o Conari, controlada per la família Ghisolfi. Després de la caiguda de la influència de la república a la regió del Ponto, va ser abandonada fins al 1747, quan tropes del kanat de Crimea van erigir-hi un fort denominat Eni-Kopil, que es convertiria en l'assentament de Kopil. Després de la conquesta russa de la península de Taman a finals del segle xviii, els cosacs de la Mar Negra van establir-hi el fort Prototski. Després del final de la Guerra del Caucas, famílies procedents de les stanitses de Poltàvskaia i Slaviànskaia van fundar-hi el khútor Prototski el 1890. Després de la Guerra Civil Russa, el setembre del 1920, el Comitè Revolucionari va decidir posar-li el nom de Trudi Belika en homenatge de Semió Efimóvitx Belika, president del Comitè, ajusticiat el 1918. Més endavant va rebre el nom actual.